# Barbie Almalbis
Yvette Almalbis Barbra-Honasan (Roxas, 26 de agosto de 1977), conocida como Barbie Almalbis, es una cantante y compositora de rock filipina. 
Anteriormente la cantante fue una de las voces principales de las populares bandas de jóvenes conocidos como los poetas hambrientos y ella apodada como la Cuna de la Barbie, que persiguía una carrera en solitario en 2005, tras el lanzamiento de su auto-titulado álbum, Barbie: The Singles. En 2006, ella lanzó su álbum debut como solista, Parade, su música se caracteriza por un lugar peculiar, pero entrañable estilo vocal, de guitarra. Barbie es también guitarrista que compone su propio estilo, además ella profesa la religión cristiana y recientemente se casó con Martín Honasan (el hijo del exsenador Gringo Honasan), un pintor y vástago de una familia política de Filipinas, su esposo también es hijo o primogénito de Noa Stina.

## Discografía

### ConBarbie's Cradle
- Torpe
- Firewoman

### La Cuna de Barbie
- Tabing Ilog (banda sonora de ABS CBN-'s Tabing Ilog)
- La Danza
- Goodnyt
- Globo Rojo brillante
- Belinda Bye Bye
- Querido Pablo
- Dinero para comprar alimentos
- Langit Na Naman
- Pangarap
- All I Need
- Limang Dipang Tao (por Ryan Cayabyab, popularizado por primera vez por Lea Salonga)
- Todos los días
- Idlip
- Día de la Independencia
- Buen Día (banda sonora de Nescafé)

### Barbie Almalbis
- Sólo un Smile (banda sonora de close-up del comercial de TV)

### Desfile (2006)
- Dahilan
- Dé usted fuera
- Overdrive (popularizado por primera vez por el Eraserheads)
- Damisela
- Lo sentimos Canción
- Desfilar
- Little Miss Spider
- Alto (dúo con el habla)
- Día de Verano
- Pag-alis
- Para El Mundo
- 012 (Con Rommel dela Cruz, Wendell García, y Kakoy Legaspi)
- Créditos Canción

### Rocas de Barbie La Gran Cúpula - Live (2007)
- Torpe
- Deadma (con Rocksteddy)
- En la sonrisa de mí (Rocksteddy)
- Tabing Ilog
- Alto (con Ney Dimaculangan)
- Sólo una sonrisa
- Majika (Kitchie Nadal)
- Firewoman (con Kitchie Nadal)
- La misma tierra (Kitchie Nadal)
- Untitled (Harana Song)
- Dahilan
- Desfilar
- Aprenda usted (con mamá)
- Summerday
- Buenas noches
- 012

## Colaboraciones
- Tunog Acoustic (Warner Music Filipinas, 2003) (con la Barbie Cuna)
- De gran Rock (Warner Music Filipinas, 2004) (con la Barbie Cuna)
- Tunog acústicos 2 (Warner Music Filipinas, 2004) (con la Barbie Cuna)
- Tunog Acústica 3 (Filipinas Warner Music, 2004)
- Ultraelectromagneticjam (Sony BMG Music Filipinas, 2005)
- Tunog acústica 4 (Filipinas, Warner Music, 2004) (con el habla)
- Bandang Pinoy, Lasang Hotdog (Sony BMG Music Filipinas, 2006)
- Kami NAPO Muna (Universal Records, 2006)